# Семінол-Манор (Флорида)
Семінол-Манор (англ. Seminole Manor) — переписна місцевість (CDP) в США, в окрузі Палм-Біч штату Флорида. Населення — 2562 особи (2020).

## Географія
Семінол-Манор розташований за координатами 26°35′2″ пн. ш. 80°6′0″ зх. д. / 26.58389° пн. ш. 80.10000° зх. д. (26.583865, -80.100098).  За даними Бюро перепису населення США в 2010 році переписна місцевість мала площу 1,02 км², уся площа — суходіл.

## Демографія
Згідно з переписом 2010 року, у переписній місцевості мешкала 2621 особа в 829 домогосподарствах у складі 608 родин. Густота населення становила 2565 осіб/км².  Було 930 помешкань (910/км²).
Расовий склад населення:
| - 61,8 % — білих - 22,0 % — чорних або афроамериканців - 2,2 % — корінних американців - 1,0 % — азіатів - 0,1 % — вихідців з тихоокеанських островів - 10,1 % — осіб інших рас |

До двох чи більше рас належало 2,8 %. Частка іспаномовних становила 39,9 % від усіх жителів.
За віковим діапазоном населення розподілялося таким чином: 29,8 % — особи молодші 18 років, 58,1 % — особи у віці 18—64 років, 12,1 % — особи у віці 65 років та старші. Медіана віку мешканця становила 33,5 року. На 100 осіб жіночої статі у переписній місцевості припадало 93,9 чоловіків;  на 100 жінок у віці від 18 років та старших — 94,6 чоловіків також старших 18 років.
Середній дохід на одне домашнє господарство  становив 40 073 долари США (медіана — 35 068), а середній дохід на одну сім'ю — 35 763 долари (медіана — 32 500). За межею бідності перебувало 36,2 % осіб, у тому числі 52,3 % дітей у віці до 18 років та 41,2 % осіб у віці 65 років та старших.
Цивільне працевлаштоване населення становило 1132 особи. Основні галузі зайнятості: науковці, спеціалісти, менеджери — 23,9 %, освіта, охорона здоров'я та соціальна допомога — 17,0 %, мистецтво, розваги та відпочинок — 13,5 %, роздрібна торгівля — 13,2 %.